# 249 هـ
249 هـ هي سنة في التقويم الهجري امتدت مقابلةً في التقويم الميلادي بين سنتي 863 و864.

## مواليد
- حباسة بن يوسف

## وفيات
- أبو إسحاق الزيادي
- سويد بن سعيد
- عبد بن حميد
- عمرو بن علي الفلاس
- محمد بن عبد الله بن البرقي

- محمود بن غيلان
- علي بن الجهم